# Liste der Kulturdenkmäler in Eppenberg (Eifel)
In der Liste der Kulturdenkmäler in Eppenberg sind alle Kulturdenkmäler der rheinland-pfälzischen Ortsgemeinde Eppenberg aufgeführt. Grundlage ist die Denkmalliste des Landes Rheinland-Pfalz (Stand: 21. September 2023).

## Einzeldenkmäler
| Bezeichnung | Lage                            | Baujahr         | Beschreibung                                                     | Bild |
| ----------- | ------------------------------- | --------------- | ---------------------------------------------------------------- | ---- |
| Wegekapelle | Hauptstraße, beim Friedhof Lage | 19. Jahrhundert | Putzbau, 19. Jahrhundert; neugotische Gipspietà, 20. Jahrhundert | BW   |